# Monte Kujū
O monte Kujū (九重山, Kujū-san) é um estratovulcão com altitude de 1787 metros, na ilha de Kyushū, no Japão. Fica próximo do ponto mais alto da ilha, o monte Nakamake (1791 metros).